# نیروگاه شهید منتظرقائم
نیروگاه منتظر قائم شامل یک نیروگاه حرارتی بخار و یک نیروگاه حرارتی سیکل ترکیبی می‌باشد. نیروگاه حرارتی شامل ۴ واحد بخار  ۱۵۶٫۲۵ مگاواتی و نیروگاه سیکل ترکیبی شامل ۶ واحد گازی و سه واحد بخار سیکل ترکیبی می‌باشد. مجموعه نیروگاه شهید منتظرقائم (واقع در کیلومتر ۷ جاده کرج - ملارد، تأسیس  شهریور ۱۳۵۰)، یکی از نیروگاه‌های ایران با ظرفیت تولید ۱۶۰۰مگاوات است که شامل ۴ واحد بخاری  ۱۵۶٫۲۵ مگاواتی ساخت جنرال الکتریک است. که ۶ واحد گازی GE-F9 و ۳ واحد بخار سیکل ترکیبی  Siemens به نیروگاه اضافه شده‌است.

## پیشینه
قراداد احداث این نیروگاه در سال ۱۳۴۶ میان وزارت نیروی ایران و شرکت جنرال الکتریک منعقد شد. واحدهای یک و دو بخاری این نیروگاه به ترتیب در شهریور و بهمن ۱۳۵۰ و واحدهای سه و چهار بخاری این نیروگاه در مهر سال ۱۳۵۴ مورد بهره‌برداری قرار گرفت.
بخش گازی نیروگاه از سال ۱۳۷۱ تا سال ۱۳۷۴ به ترتیب از واحد یک تا واحد شش مورد بهره‌برداری قرار گرفت. همچنین سه واحد بخار سیکل ترکیبی نیز در سال ۱۳۷۹ به این مجموعه اضافه گردید.
طبق قرارداد وزارت نیروی ایران با شرکت یونیت اینترنشنال ۲ واحد گازی در سال ۱۳۷۱ و ۴ واحد گازی در ۱۳۷۳ به بهره‌برداری رسید.

به موجب قراداد با شرکت مپنا نیز در ۱ واحد بخار سیکل ترکیبی در سال ۱۳۷۸ و ۲ واحد بخار سیکل ترکیبی نیز در سال ۱۳۷۹ به بهره‌برداری رسید.
همچنین از شهریور ماه سال ۹۲، این نیروگاه در بازار فیزیکی بورس انرژی کشور پذیرفته شد. در سال ۱۳۹۱ این نیروگاه جهت رد دین به بانک صادرات واگذار گردید؛ و بانک صادرات متعاقباً آن را به شرکت خوارزمی در قالب شرکت توسعه انرژی سپهر فروخت.

## توان تولیدی
در حال حاضر این نیروگاه دارای ۴ واحد بخار به ظرفیت اسمی هر واحد ۱۵۶٫۲۵ مگاوات به ظرفیت اسمی ۶۲۵٫۲ مگاوات است و سه بلوک سیکل ترکیبی (هرکدام شامل دو واحد گازی و یک واحد بخار)، به عنوان یکی از بزرگترین نیروگاه‌های ایران تأمین‌کننده برق مصرفی کشور است.

## تجهیزات نیروگاه در واحد بخار

### ژنراتور
ژنراتور واحدهای بخار از نوع سنکرون جریان متناوب دو قطبی کوپله شده مستقیم با توربین است. روتور ژنراتور از نوع یکپارچه بوده، مجموعه روتور و استاتور توسط هیدروژن خنک می‌گردد. سیستم تحریک از نوع دینامیک است.

### ترانس‌ها
برق تولیدی ژنراتور وارد ترانسفورماتور افزاینده با نسبت ۱۵ کیلوولت به ۲۳۰ کیلوولت می‌شود و پس از افزایش ولتاژ به پست ۲۳۰، انتقال یافته و وارد شبکه سراسری می‌گردد.

### سوخت مصرفی واحدهای بخار
سوخت اصلی و اولیه واحدهای بخار در گذشته مازوت ۱۱۰۰ بود که به وسیله خط لوله مستقیم زیرزمینی هشت اینچی از پالایشگاه تهران پس از طی مسیر ۴۵ کیلومتری به محل نیروگاه می‌رسید. اما از سال ۱۳۷۷ به بعد از گاز طبیعی به عنوان سوخت جایگزین استفاده می‌گردد.

## تجهیزات نیروگاه در واحد گازی

### توربین
توربین این واحدها دارای سه ردیف پره‌های ثابت و متحرک می‌باشد. توربین، کمپرسور و سیستم احتراق توسط شرکت GE طراحی و ساخته شده‌است.

### ژنراتور
ژنراتور واحدهای گازی توسط شرکت آلستوم فرانسه طراحی و ساخته شده‌است. سیستم خنک‌کننده ژنراتورها هواست. ولتاژ تولید شده در ژنراتور ۱۳٫۸ کیلوولت می‌باشد که به وسیلهٔ ترانسفورماتور قدرت به ۲۳۰ کیلوولت تبدیل شده و وارد شبکه سراسری می‌گردد.

## تجهیزات نیروگاه در واحد بخار سیکل ترکیبی

### توربین بخار
توربین بخار در سیکل حرارتی توسط شرکت زیمنس طراحی و ساخته شده‌است. این توربین شامل دو مرحله فشار قوی و متوسط می‌باشد و دمای بخار ورودی  به توربین در مرحله فشار قوی (HP)  در حدود 520 درجه سانتیگراد می باشد  .

### ژنراتور
ژنراتور بخش بخار توسط شرکت زیمنس آلمان طراحی و ساخته شده‌است. ژنراتور توسط جریان هوا خنک می‌شود. ولتاژ تولید شده در ژنراتور ۱۰٫۵ کیلوولت می‌باشد که توسط ترانسفورماتورهای قدرت به ۲۳۰ کیلوولت تبدیل شده و وارد شبکه سراسری می‌شود.